# Dioscorea semperflorens
Dioscorea semperflorens är en enhjärtbladig växtart som beskrevs av Edwin Burton Uline. Dioscorea semperflorens ingår i släktet Dioscorea och familjen Dioscoreaceae. Inga underarter finns listade i Catalogue of Life.